# Bob Millar
Bob Millar (Paisley, 12 maggio 1889 – Staten Island, 26 febbraio 1967) è stato un allenatore di calcio e calciatore scozzese naturalizzato statunitense, di ruolo attaccante.

## Carriera
Guidó la nazionale statunitense ai Mondiali in Uruguay del 1930, raggiungendo un prestigioso terzo posto, ancora oggi miglior risultato degli Stati Uniti.

## Statistiche

### Cronologia presenze e reti in Nazionale
| Cronologia completa delle presenze e delle reti in nazionale ― Stati Uniti | Cronologia completa delle presenze e delle reti in nazionale ― Stati Uniti | Cronologia completa delle presenze e delle reti in nazionale ― Stati Uniti | Cronologia completa delle presenze e delle reti in nazionale ― Stati Uniti | Cronologia completa delle presenze e delle reti in nazionale ― Stati Uniti | Cronologia completa delle presenze e delle reti in nazionale ― Stati Uniti | Cronologia completa delle presenze e delle reti in nazionale ― Stati Uniti | Cronologia completa delle presenze e delle reti in nazionale ― Stati Uniti |
| Data                                                                       | Città                                                                      | In casa                                                                    | Risultato                                                                  | Ospiti                                                                     | Competizione                                                               | Reti                                                                       | Note                                                                       |
| -------------------------------------------------------------------------- | -------------------------------------------------------------------------- | -------------------------------------------------------------------------- | -------------------------------------------------------------------------- | -------------------------------------------------------------------------- | -------------------------------------------------------------------------- | -------------------------------------------------------------------------- | -------------------------------------------------------------------------- |
| 27-6-1925                                                                  | Montréal                                                                   | Canada                                                                     | 1 – 0                                                                      | Stati Uniti                                                                | Amichevole                                                                 | -                                                                          |                                                                            |
| 8-11-1925                                                                  | Brooklyn                                                                   | Stati Uniti                                                                | 6 – 1                                                                      | Canada                                                                     | Amichevole                                                                 | -                                                                          |                                                                            |
| Totale                                                                     |                                                                            | Presenze                                                                   | 2                                                                          |                                                                            | Reti                                                                       | 0                                                                          |                                                                            |

## Palmarès

### Giocatore

#### Competizioni regionali
- Renfrewshire Cup: 1

St. Mirren: 1909-1910

#### Competizioni nazionali
- National Association Football League: 2

Brooklyn Field Club: 1913-1914
Bethlehem Steel Football Club: 1918-1919
- Lamar Hunt U.S. Open Cup: 4

Brooklyn Field Cup: 1913-1914
Bethlehem Steel Football Club: 1914-1915, 1915-1916, 1918-1919
- Allied Amateur Cup: 1

Bethlehem Steel Football Club: 1914